# مكتب الأمم المتحدة المتكامل في سيراليون
تم إنشاء مكتب الأمم المتحدة المتكامل في سيراليون بموجب القرار 1620 الصادر عن مجلس الأمن التابع للأمم المتحدة في عام 2005 لبدء عملياته في عام 2006 كمتابعة لبعثة الأمم المتحدة في سيراليون  والتي ساعدت في إنهاء الحرب الأهلية في سيراليون.
تم تمديده مرتين وانتهى في 30 سبتمبر 2008؛  تم استبداله بمكتب الأمم المتحدة المتكامل لبناء السلام في سيراليون.